# Адам Біч
Адам Біч (англ. Adam Beach; нар. 11 листопада 1972, Ашерн, Манітоба, Канада) — канадський актор.

## Біографія
Адам Біч народився в Ашерні, Манітоба, Канада. Дитинство проходило у Дог Крік разом з двома братами. Коли хлопчику було вісім, його мати Саллі Біч, яка була на восьмому місяці вагітності, була збита п'яним водієм. Батько Денніс потонув через кілька тижнів після інциденту. До сих пір невідомо чи це був нещасний випадок, чи самогубство. Після смерті батьків Адам та його брати жили з тіткою та дядьком у центр провінції Манітоба Вінніпег.
У старших класах Школи Гордона Белла Адам почав відвідувати заняття з акторської майстерності. Він також брав участь у кількох майстер-класах місцевих театрів.

## Кар'єра
На початку кар'єри отримав кілька епізодичних ролей в фільмах і серіалах. Головного персонажа зіграв у 1994 в американській пригодницькій стрічці «Скванто: Легенда про воїна». Того ж року Адам з'явився в фільмі «Танцюй зі мною на вулиці». Після ролі Віктора Джозефа у комедійній драмі «Димові сигнали», актор зіграв у фільмах «Таємниця Аляски» та «Сумний хлопчик». 
У 2002 зіграв з Ніколасом Кейджем у воєнній драмі «Ті, що говорять з вітром». У стрічці Клінта Іствуда «Прапори наших батьків» виконав роль морського піхотинця Айра Гейза. У 2007 — 2008 був у ролі детектива Честера Лейка у кримінальному драматичному серіалі «Закон і порядок: Спеціальний корпус». У 2011 разом з Деніелом Крейгом, Гаррісоном Фордом та Олівією Вайлд з'явився у стрічці «Ковбої проти прибульців». З 2012  і до закриття проекту виконував головну роль у канадському телесеріалі «Арктичне повітря».
У 2016 вийшла у прокат стрічка «Загін самогубців», у якій Адам виконував роль суперзлодія Сліпнота.

## Особисте життя
Актор одружився вперше у 1999 на Мередіт Портер. Шлюб протримався три роки. У пари народилося двоє синів: Ной (1996) та Люк (1998). Після розлучення дружиною Адама стала Тара Мейсон у 2003. У 2008 Саммер Тайгерс народила від Адама Біча доньку Фенікс. 
Деякий час зустрічався з акторкою Ліа Гібсон. У 2015 Адам одружився з Саммер Тайгер.

## Фільмографія

### Фільми
| Рік  | Назва                              | Оригінальна назва                          | Роль                     | Примітки                |
| ---- | ---------------------------------- | ------------------------------------------ | ------------------------ | ----------------------- |
| 1990 | «Загублені в пустищі»              | Lost in the Barrens                        | чоловік                  | телефільм               |
| 1993 |                                    | Cadillac Girls                             | Вілл                     |                         |
| 1993 |                                    | Spirit Rider                               | Пол ЛеБланк              | телефільм               |
| 1994 | «Танцюй зі мною на вулиці»         | Dance Me Outside                           | Френк                    | Оджибве                 |
| 1994 | «Скванто: Легенда про воїна»       | Squanto: A Warrior's Tale                  | Скванто                  |                         |
| 1995 | «Хлопець, якого звали „Ненависть“» | A Boy Called Hate                          | Біллі                    |                         |
| 1996 | «Одним чудовим літом»              | Coyote Summer                              | Рейф                     |                         |
| 1997 | «Пісня про Гайавату»               | Song of Hiawatha                           | співак                   | Сенека                  |
| 1998 | «Димові сигнали»                   | Smoke Signals                              | Віктор Джозеф            |                         |
| 1999 | «Таємниця Аляски»                  | Mystery, Alaska                            | Гелін Вінетка            |                         |
| 1999 | «Сумний хлопчик»                   | Little Boy Blues                           | офіціант                 |                         |
| 2000 | «Кінцева зупинка»                  | The Last Stop                              | Джейсон                  |                         |
| 2000 |                                    | Harry's Case                               | Адам Фідлер              | телефільм               |
| 2001 | «Пригоди Джо Замазури»             | Joe Dirt                                   | Кікінг Вінг              |                         |
| 2001 |                                    | The Art of Woo                             | Бен                      |                         |
| 2002 | «Ті, що говорять із вітром»        | Windtalkers                                | Бен Язи                  | навахо                  |
| 2002 | «Зараз і назавжди»                 | Now & Forever                              | Джон Мірон               | Крі                     |
| 2002 | «Змінює обриси»                    | Skinwalkers                                | Джим                     | телефільм, навахо       |
| 2003 | «Велика порожнеча»                 | The Big Empty                              | Ренді                    |                         |
| 2003 |                                    | Posers                                     | Сінклер                  |                         |
| 2003 |                                    | Cowboys and Indians: The J.J. Harper Story | Джей Джей Гарпер         | телефільм               |
| 2003 |                                    | Coyote Waits                               | Джим                     | телефільм               |
| 2004 | «Крадій часу»                      | A Thief of Time                            | Джим                     | телефільм               |
| 2004 |                                    | Sawtooth                                   | Джим                     |                         |
| 2005 |                                    | Johnny Tootall                             | Джонні                   | телефільм; нуу-ча-нульт |
| 2005 | «Кров за кров»                     | Four Brothers                              | шеф                      | у титрах не зазначений  |
| 2006 | «Пий до дна»                       | Bottoms Up                                 | Хесус                    | відео                   |
| 2006 | «Прапори наших батьків»            | Flags of Our Fathers                       | Айра Гейз                | Піма                    |
| 2007 |                                    | Luna: Spirit of the Whale                  | Майк                     | телефільм               |
| 2007 | «Поховайте моє серце в Вундед-Ні»  | Bury My Heart at Wounded Knee              | Чарльз Істмен            | телефільм, сіу          |
| 2008 | «Турок: Загублений світ»           | Turok: Son of Stone                        | Приклад                  | відео; озвучення        |
| 2008 | «Пастир: Битва за душі»            | Older Than America                         | Джонні                   | Оджибве                 |
| 2010 | « Незнайомець»                     | The Stranger                               | Мейсон Ріс               | відео                   |
| 2010 | «Пасинок»                          | The Stepson                                | Джош Андерсон            | телефільм               |
| 2011 | «Серце воїна»                      | A Warrior's Heart                          | Дюк Вейн                 |                         |
| 2011 | «Ковбої проти прибульців»          | Cowboys & Aliens                           | Нет Колорадо             |                         |
| 2012 |                                    | Path of Souls                              | Джон                     |                         |
| 2012 |                                    | September Runs Red                         | Ділан                    |                         |
| 2013 | «Подвійна гра»                     | Crook                                      | Брюс                     |                         |
| 2013 | «Крижані солдати»                  | Ice Soldiers                               | кардинал                 |                         |
| 2014 | «Боєць»                            | A Fighting Man                             | Едді                     |                         |
| 2014 |                                    | The Road to Tophet                         | оповідач                 |                         |
| 2015 | «Грізлі»                           | Into the Grizzly Maze                      | Джонні Каділак           |                         |
| 2015 | «Пригоди Джо Бруднулі 2»           | Joe Dirt 2: Beautiful Loser                | Кікінг Вінг              | відео                   |
| 2015 | «Диявол»                           | Diablo                                     | Накома                   |                         |
| 2016 |                                    | Juliana & the Medicine Fish                | Майк Рід                 |                         |
| 2016 | «Загін самогубців»                 | Suicide Squad                              | Крістофер Вайс / Сліпнот |                         |
| 2017 | «Вороги»                           | Hostiles                                   | Чорний Яструб            | Шеєни                   |
| 2020 | «Нові мутанти»                     | The New Mutants                            | Вільям Лонестар          |                         |
| 2021 | «Сила собаки                       | The Power of the Dog                       | Едвард Наппо             |                         |
| 2021 | «Лебедина пісня»                   | Swan Song                                  | Далтон                   |                         |

### Серіали
| Рік       | Назва                                 | Оригінальна назва                 | Роль              | Примітки                                      |
| --------- | ------------------------------------- | --------------------------------- | ----------------- | --------------------------------------------- |
| 1993-1995 |                                       | North of 60                       | Невада            | 4 епізоди                                     |
| 1994      | «Самотній голуб: Повернення»          | Lonesome Dove: The Series         |                   |                                               |
| 1995      | «Вокер, техаський рейнджер»           | Walker, Texas Ranger              | Томмі             | 1 епізод                                      |
| 1995      | «CBS: Особові шкільні канікули»       | CBS Schoolbreak Special           | Бен               | 1 епізод                                      |
| 1996      |                                       | The Rez                           | Чарлі             | Оджибве                                       |
| 1996      | «Самотня голубка»                     | Lonesome Dove: The Outlaw Years   | Червоний ворон    | 1 епізод; лакота                              |
| 1996      | «Дотик янгола»                        | Touched by an Angel               | Діллон            | 1 епізод                                      |
| 1997      | «Медісон»                             | Madison                           | Кайл              | 3 епізоди                                     |
| 1997      | «Пістолет мерця»                      | Dead Man's Gun                    | Том Тінь Вовка    | 1 епізод                                      |
| 1997      | «Подорож Еллана Стрейнджа»            | The Journey of Allen Strange      | Ерік              | 1 епізод                                      |
| 1999      | «Перша хвиля»                         | First Wave                        | Алек Шерман       | 1 епізод                                      |
| 2000      | «Вище землі»                          | Higher Ground                     | Аарон             | 1 епізод                                      |
| 2002      | «Блаженство»                          | Bliss                             | Янгол             | 1 епізод                                      |
| 2002      | «Мертва зона»                         | The Dead Zone                     | Шаман             | 1 епізод                                      |
| 2003-2004 | «Третя зміна»                         | Third Watch                       | Крістіан          | 2 епізоди                                     |
| 2003      | «Любов вдівця»                        | Everwood                          | містер Грей       | 1 епізод                                      |
| 2004      | «Воєнно-юридична служба»              | JAG                               | Маркус            | 1 епізод                                      |
| 2007      |                                       | Moose TV                          | Джордж Кішиг      | 8 епізодів; крі                               |
| 2007-2008 | «Закон і порядок: Спеціальний корпус» | Law & Order: Special Victims Unit | Честер Лейк       | 21 епізод; могавки                            |
| 2008      |                                       | Wapos Bay: The Series             | Адам Біч          | 1 епізод                                      |
| 2010      | «Велика любов»                        | Big Love                          | Томмі             | 9 епізодів; чорноногі                         |
| 2010      | «Поліція Гаваїв»                      | Hawaii Five-0                     | Грехем Вілсон     | 1 епізод                                      |
| 2011      | «Воєнний шпиталь»                     | Combat Hospital                   | ТОй, що їсть змій | 4 епізоди                                     |
| 2012      |                                       | Caution: May Contain Nuts         |                   | 1 епізод                                      |
| 2012-2014 | «Арктичне повітря»                    | Arctic Air                        | Боббі Мартін      | 35 епізодів                                   |
| 2013      | «Пекло на колесах»                    | Hell on Wheels                    | Червоний Ведмідь  | 1 епізод; вождь племені кайова                |
| 2013      | «Революція»                           | Revolution                        | Мейсон Грей       | 2 епізоди                                     |
| 2015      | «Бекстром»                            | Backstrom                         | капітан           | 3 епізоди                                     |
| 2019      | «П'яна історія»                       | Drunk History                     | Річард Оукс       | епізод «Національні парки»                    |
| 2019      | «Надприродне»                         | Supernatural                      | шериф Мейсон      | 14 сезон, 16 епізод «У лісі, лісі темному...» |
| 2019-2020 | «Ненсі Дрю»                           | Nancy Drew                        | Макґінніс         | 7 епізодів                                    |
| 2020      | «Добрий лікар»                        | The Good Doctor                   | Біллі Карр        | 4 сезон, 4 епізод «Not the Same»              |